# Ryu Hayabusa
Pour les articles homonymes, voir Hayabusa.
Ryu Hayabusa (リュウ・ハヤブサ/隼 龍, Hayabusa Ryū) est un personnage de Ninja Gaiden, principal protagoniste de la série. Il apparait également régulièrement dans la série de jeu de combat Dead or Alive. Ryu est un ninja élevé dans le clan Hayabusa, dirigé par son père Ken Hayabusa (Joe Hayabusa dans le reboot). Ryu apparaît pour la première fois dans Shadow Warriors, le premier jeu de la série Ninja Gaiden sorti en 1988. Dans le film DOA: Dead or Alive, Ryu Hayabusa est interprété par l'acteur américain Kane Kosugi,.

## Histoire

### Ninja Gaiden(1988 - 1992)
Dans le premier jeu, l'histoire s'ouvre avec le père de Ryu, qui a disparu pour aller participer à un combat à mort. Ryu trouve une lettre écrite par son père, lui disant de retrouver son ami Walter Smith, un archéologue vivant aux États-Unis,. Ryu rencontre dans son voyage Bloody Malth, la personne qui a vaincu Ken Hayabusa et qui lui a soumis un lavage de cerveau le poussant à attaquer son propre fils, un sort que Ryu réussit à briser. Cependant, Ken est tué par le supérieur de Malth, un sorcier maléfique connu sous le nom de Jaquio, que Ryu tue alors. Plus tard, Ryu entre en contact avec un agent de la CIA nommé Irène Lew, qui avait auparavant pour ordre d'exécuter Ryu, mais elle finit par désobéir à son supérieur en raison de l'amour qu'elle lui porte.
Dans Shadow Warriors II: The Dark Sword of Chaos (sorti en 1990), un nouvel ennemi attend Ryu, se nommant Ashtar, également connu sous le nom de le « l'Empereur des Ténèbres », qui complote pour conquérir le monde. Ryu se prépare à cette nouvelle aventure, où il retrouve Irène. Irène est kidnappée plus tard par Ashtar lui-même, comme un avertissement à Ryu. La nouvelle « Dark Sword of Chaos » (l'épée sombre du chaos), créée à partir des os du dieu Démon du premier Ninja Gaiden, passe entre les mains d'Ashtar, et après la résurrection de Jaquio, devient la sienne. Ryu parvient à le vaincre à nouveau et à le détruire définitivement,,.
Dans Ninja Gaiden III: The Ancient Ship of Doom (1991), un doppelgänger prend la forme de Ryu et assassine Irène. Au cours de ses aventures, Ryu découvre qu'Irène est toujours en vie, et peu de temps après, il découvre également que le doppelgänger a été engagé par Foster, le patron d'Irène. Le doppelgänger a remporté le premier combat face à Ryu, mais Ryu revient et réussit à le vaincre à son tour. Soudainement, Foster est trahi et tué par son collège Clancy. Irène et Ryu découvrent les mauvaises intentions de Clancy, de ses intentions d'utiliser un vaisseau de guerre pour dominer le monde. Ryu tue Clancy au combat et le vaisseau est détruit, Ryu et Irène finissent par s'échapper, mettant ainsi fin à l'intrigue de la première génération de Ninja Gaiden,,.

### Ninja Gaiden(2004 - 2012)
Dans Ninja Gaiden (2004), le premier épisode de la seconde génération de la série Ninja Gaiden, le village d'Hayabusa est anéanti en son absence et une épée connue sous le nom de « Dark Dragon Blade » est volée par le diabolique Doku, que Ryu essaie vainement d'arrêter avant d'être tué dans sa tentative. Il est ramené à la vie par l'esprit animal de son clan, le faucon, et il cherche l'épée volée en espérant venger son clan. Il vainc Doku et son empereur Vigoor, et récupère l'épée. À la fin, Ryu et son nouveau complice, un chasseur de démons nommé Rachel, rencontrent le mystérieux « Disciple des Ténèbres », qui est en fait le traître et l'oncle de Ryu, Murai. Après la mort de Murai, Ryu détruit l'épée,,.
Dans Ninja Gaiden: Dragon Sword (2008), l'intrigue commence avec Momiji, kidnappée par le clan rival ninja Black Spider. L'objectif de Ryu est de retrouver les sept « Pierres du Dragon Noir », battant plusieurs ennemis sur son chemin. Mais l'ancien serviteur de Doku, nommé Ishtaros, vole les pierres et bat Ryu au combat. Cependant, la sœur de Momiji, Kureha, et un ami d'enfance de Ryu fusionnent un objet appelé « l’œil du Dragon », les pierres se transforment en « épée du Dragon ». Ryu bat Ishtaros et sa sœur jumelle Nicchae (qui prend la forme d'un dragon durant le combat), puis libère Momiji et la ramène à la maison où ils commencent à s'entraîner ensemble,,.
Dans Ninja Gaiden II (2008), cinq mois après les évènements de Dragon Sword, un agent de la CIA nommé Sonia prévient Ryu d'un complot des « Greater Fiend » (divinités maléfiques), dont la reine, Elizébet, tente de voler un artéfact appelé « Demon Statue » caché dans le village ninja Hayabusa, dans le but de ressusciter l'archidémon Vazdah, boss final du jeu. Avant qu'il ne meure, Genshin donne à Ryu une épée appelée « Lame de l'archidiable », dont Ryu a besoin pour achever sa mission. À la suite de la disparition des trois autres Greater Fiend, Ryu tue Elizébet et Vazdah avec la lame de l'archidiable et son épée dragon. À la fin, il utilise l'épée de l'Archiduc pour marquer la tombe de Genshin dans un cimetière situé au sommet du mont Fuji,,.
Dans Ninja Gaiden 3 (2012), Ryu est convoqué par les FJA pour aider à affronter les seigneurs de l'alchimie. Il poursuit ce groupe terroriste et leur chef mystérieux autour du monde, mais se rend compte qu'il ne peut pas accomplir sa mission sans l'épée du dragon. Il a également pour mission de sauver une jeune fille prénommée Canna. Après avoir éliminé le groupe, Ryu détruit un autre boss du jeu, déterminé à détruire la planète. Après le combat, il ramène l'enfant en toute sécurité à sa mère avant de disparaître dans l'ombre,,.

## Apparitions
- 1988 - Shadow Warriors
- 1990 - Shadow Warriors II: Ninja Gaiden II
- 1991 - Ninja Gaiden III: The Ancient Ship of Doom
- 1991 - Ninja Gaiden Shadow
- 1997 - Dead or Alive
- 1999 - Dead or Alive 2
- 2001 - Dead or Alive 3
- 2004 - Dead or Alive Ultimate
- 2004 - Ninja Gaiden
- 2005 - Dead or Alive 4
- 2007 - Ninja Gaiden Sigma
- 2008 - Ninja Gaiden II
- 2009 - Ninja Gaiden Sigma 2
- 2011 - Dead or Alive: Dimensions
- 2011 - Warriors Orochi 3
- 2012 - Dead or Alive 5
- 2012 - Ninja Gaiden 3
- 2014 - Yaiba: Ninja Gaiden Z
- 2017 - Warriors All-Stars
- 2019 - Dead or Alive 6